# Aragüés del Puerto
Pour les articles homonymes, voir Aragüés.
Aragüés del Puerto est une commune d'Espagne dans la communauté autonome d'Aragon, province de Huesca. Elle n'est constituée que d'un seul village du même nom.

## Géographie
Le territoire de la commune se situe dans le massif montagneux des Pyrénées.
| \| Aragüés del Puerto \| Géolocalisation sur la carte des Pyrénées |
| Aragüés del Puerto                                                 |

Administrativement la localité se trouve au nord de l'Aragon dans la comarque de Jacetania.

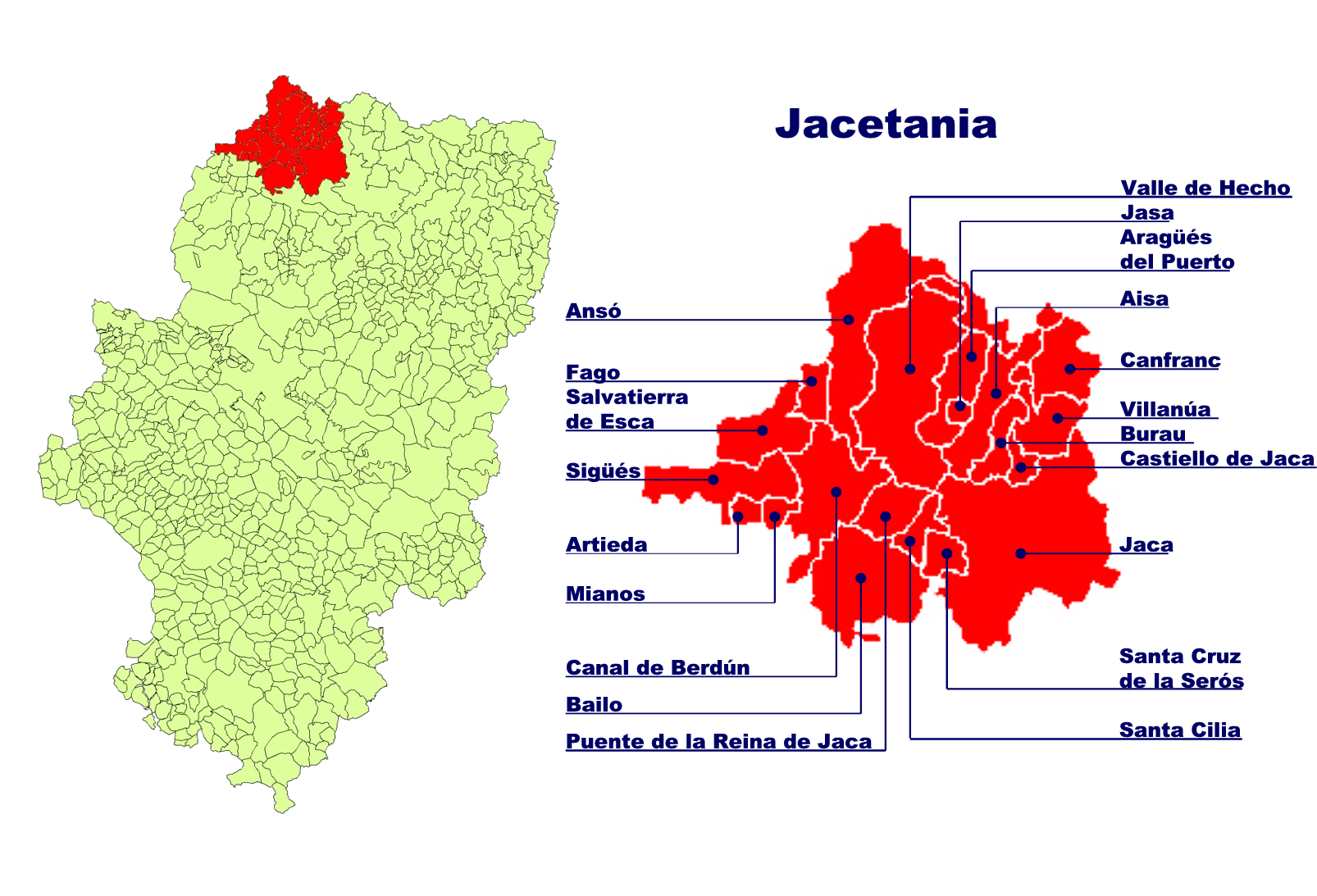
Territoire des communes en la comarque de la Jacetania (zone rouge, reste de l'Aragon en vert clair)

Localités limitrophes : À compléter

## Administration
| Période | Période | Identité            | Étiquette | Qualité |
| ------- | ------- | ------------------- | --------- | ------- |
| 1979    | 1983    |                     |           |         |
| 1983    | 1987    |                     |           |         |
| 1987    | 1991    |                     |           |         |
| 1991    | 1995    |                     |           |         |
| 1995    | 1999    |                     |           |         |
| 1999    | 2003    |                     |           |         |
| 2003    | 2007    |                     |           |         |
| 2007    | 2011    | Miguel Calvo Petriz | PSOE      |         |
| 2011    | 2015    |                     |           |         |
| 2015    |         | Angel Casajús Gil   |           |         |

## Démographie
| Évolution démographique | Évolution démographique | Évolution démographique | Évolution démographique | Évolution démographique | Évolution démographique | Évolution démographique | Évolution démographique | Évolution démographique | Évolution démographique | Évolution démographique | Évolution démographique | Évolution démographique | Évolution démographique | Évolution démographique | Évolution démographique | Évolution démographique | Évolution démographique |
| 1842                    | 1857                    | 1860                    | 1877                    | 1887                    | 1897                    | 1900                    | 1910                    | 1920                    | 1930                    | 1940                    | 1950                    | 1960                    | 1970                    | 1981                    | 1991                    | 2001                    | 2007                    |
| ----------------------- | ----------------------- | ----------------------- | ----------------------- | ----------------------- | ----------------------- | ----------------------- | ----------------------- | ----------------------- | ----------------------- | ----------------------- | ----------------------- | ----------------------- | ----------------------- | ----------------------- | ----------------------- | ----------------------- | ----------------------- |
| 330                     | ..                      | ..                      | 564                     | 567                     | 563                     | 546                     | 542                     | 519                     | 535                     | 503                     | 501                     | 309                     | 217                     | 168                     | 123                     | 148                     | 136                     |

## Patrimoine
- Quelques maisons remontent au XVIe siècle. L'église paroissiale, du XVIIIe siècle, et le dolmen de Lízara sont les éléments de son patrimoine les plus marqués.

## Culture et traditions
Un environnement de montagne donne des grandes possibilités d'activités sportives: alpinisme, escalade, canyoning, VTT, parapente. La montée au Bisaurín (2 668 m), le plus haut sommet de la vallée, est la randonnée pédestre ou à ski la plus connue dans la région.